# Kisrozvágy
Kisrozvágy is een plaats (község) en gemeente in het Hongaarse comitaat Borsod-Abaúj-Zemplén. Kisrozvágy telt 213 inwoners (2001).